# Santa Gonda
Santa Gonda è un quartiere di Prato appartenente alla circoscrizione Est.
La località, oggi completamente inglobata nella crescita urbana, si trova nei pressi del ponte Petrino sul Bisenzio che fin da tempi remoti, assicurava alla città la comunicazione con Firenze attraverso la viabilità pedemontana dell'antica Cassia che attraversato il fiume proseguiva verso la città murata e poi verso il territorio pistoiese.
La località è documentata come vicus fin dal 1042 quando il toponimo, compare in un atto di compravendita,
La località dava il nome ad uno dei più importanti corsi d'acqua artificiale realizzati dal comune medievale di Prato, la gora di Santa Gonda che, correndo tra la strada ed il fiume, alimentava numerosi mulini nella zona.
Il toponimo potrebbe essere la corruzione di "santa Gioconda", ma più probabilmente di sant'Abbondio a cui era intitolata una chiesetta ivi esistente.